# Lunenburg County, Nova Scotia
Lunenburg County är ett county i Kanada.   Det ligger i provinsen Nova Scotia, i den sydöstra delen av landet, 900 km öster om huvudstaden Ottawa. Lunenburg County gränsar till Annapolis County.